# Iron Maiden (альбом)
Iron Maiden — дебютний альбом хеві-метал гурту Iron Maiden, котрий досягнув четвертої сходинки в чарті UK Albums. Альбом  випустила компанія EMI у Великій Британії. А кількома місяцями пізніше у США спочатку лейблом Harvest/Capitol Records і згодом Sanctuary Records/Columbia Records і включав пісню «Sanctuary», яка у Великій Британії була випущена тільки як синґл. У 1998, так само як і всі інші альбоми перед The X Factor, альбом був повторно випущений, і «Sanctuary» було додано до всіх версій.

## Історія
Це єдиний альбом, продукований Віллом Малоне, котрий відчував брак інтересу до проекту і дозволив групі продукувати більшість альбому безпосередньо. Група (особливо Стів Гарріс) критикувала якість виробництва, але багатьом фанатам сподобався цей сирий, майже «панковий» стиль альбому. Iron Maiden є також єдиним студійним альбомом для гітариста Денніса Стреттона, який покинув гурт після того, як альбом був випущений. Його замінив Адріан Сміт. 
Перевидання 1998-го року доповненне піснею «Sanctuary» і має іншу обкладинку. Малюнок на ній такий  самий, але заново намальований.
Турне для підтримки альбому Iron Maiden — Metal For Muthas Tour and Europe 80.
Зі всіх пісень на цьому альбомі «Phantom of the Opera», «Running Free», «Sanctuary» і «Iron Maiden» ще залишаються у списках наборів майже на всіх концертах групи, а остання використовується, щоб ввести гігантське представлення талісмана групи Едді з задньої частини сцени.

## Track listing
Автор музики і слів Steve Harris, except where noted. 
| Original UK release | Original UK release           | Original UK release  | Original UK release |
| #                   | Назва                         | Автор                | Тривалість          |
| ------------------- | ----------------------------- | -------------------- | ------------------- |
| 1.                  | «Prowler»                     |                      | 3:55                |
| 2.                  | «Remember Tomorrow»           | Paul Di'Anno, Harris | 5:27                |
| 3.                  | «Running Free»                | Di'Anno, Harris      | 3:17                |
| 4.                  | «Phantom of the Opera»        |                      | 7:20                |
| 5.                  | «Transylvania» (instrumental) |                      | 4:05                |
| 6.                  | «Strange World»               |                      | 5:45                |
| 7.                  | «Charlotte the Harlot»        | Дейв Меррей          | 4:12                |
| 8.                  | «Iron Maiden»                 |                      | 3:35                |

| 1980 U.S. version | 1980 U.S. version             | 1980 U.S. version       | 1980 U.S. version |
| #                 | Назва                         | Автор                   | Тривалість        |
| ----------------- | ----------------------------- | ----------------------- | ----------------- |
| 1.                | «Prowler»                     |                         | 3:56              |
| 2.                | «Remember Tomorrow»           | Di'Anno, Harris         | 5:29              |
| 3.                | «Running Free»                | Di'Anno, Harris         | 3:17              |
| 4.                | «Phantom of the Opera»        |                         | 7:08              |
| 5.                | «Transylvania» (instrumental) |                         | 4:17              |
| 6.                | «Strange World»               |                         | 5:32              |
| 7.                | «Sanctuary»                   | Di'Anno, Harris, Murray | 3:14              |
| 8.                | «Charlotte the Harlot»        | Murray                  | 4:10              |
| 9.                | «Iron Maiden»                 |                         | 3:31              |

| 1998 Remastered release | 1998 Remastered release | 1998 Remastered release | 1998 Remastered release |
| #                       | Назва                   | Автор                   | Тривалість              |
| ----------------------- | ----------------------- | ----------------------- | ----------------------- |
| 1.                      | «Prowler»               |                         | 3:55                    |
| 2.                      | «Sanctuary»             | Di'Anno, Harris, Murray | 3:14                    |
| 3.                      | «Remember Tomorrow»     | Di'Anno, Harris         | 5:27                    |
| 4.                      | «Running Free»          | Di'Anno, Harris         | 3:17                    |
| 5.                      | «Phantom of the Opera»  |                         | 7:08                    |
| 6.                      | «Transylvania»          |                         | 4:19                    |
| 7.                      | «Strange World»         |                         | 5:30                    |
| 8.                      | «Charlotte the Harlot»  | Murray                  | 4:12                    |
| 9.                      | «Iron Maiden»           |                         | 3:35                    |

| 1995 Reissue bonus disc | 1995 Reissue bonus disc                   | 1995 Reissue bonus disc | 1995 Reissue bonus disc |
| #                       | Назва                                     | Автор                   | Тривалість              |
| ----------------------- | ----------------------------------------- | ----------------------- | ----------------------- |
| 1.                      | «Sanctuary»                               | Di'Anno, Harris, Murray | 3:14                    |
| 2.                      | «Burning Ambition»                        |                         | 2:42                    |
| 3.                      | «Drifter» (live)                          |                         | 6:04                    |
| 4.                      | «I've Got the Fire» (live Montrose cover) | Ronnie Montrose         | 3:14                    |

- У американському випуску, кінець пісні «Transylvania» і вступ пісні «Strange World» були поміщені у пісні «Transylvania», у британській версії кінець «Transylvania» і вступ до «Strange World» знаходяться на початку «Strange World».

## Огляд

Обкладинка перевидання

Prowler — енергійна пісня із гітарним соло, що запам'ятовується. Вперше цей трек вийшов ще на дебютному EP гурту, котрий був записаний за рахунок учасників Iron Maiden і вийшов тиражем 5000 екземплярів. Зараз цей вініл є раритетним. Текст пісні досить примітивний; в ній розповідається про волоцюгу, який любить підглядати за жінками.
Remember Tomorrow — схвильований, порівняно повільний трек. Текст пісні належить Полу Ді Анно. Є версія, що дід автора служив у Королівських військово-повітряних силах під час Другої світової війни, та пісня присвячена саме йому.
Running Free — один із найвідоміших «бойовиків» Iron Maiden, проте відношення фанів і критиків до нього може відрізнятися. В перших записаних версіях на пісні було соло Мюррея, не записане в остаточному варіанті. Безсумнівно одне — це один із найкращих концертних треків гурту. В пісні йдеться про американського підлітка, який втік з дому і тішиться свободою.
Phantom of the Opera — епічна довга композиція, заснована на книзі «Привид Опери» (1910, Gaston Leroux). На думку Стіва Гарріса, це саме та пісня, в якій йому вдалося все, та саме в цьому напрямку належало рушити гурту. Починаючи з цієї пісні, можна говорити про новий стиль у тяжкій музиці.
Transylvania — найвідоміша інструментальна композиція гурту. Явно, що композиція навіяна творами Брема Стокера про графа Дракулу. Спочатку вважалося, що пісня буде з текстом, однак надалі гурт визнав, що трек сам по собі добрий.
Strange World — повільна, сумна комозиція, деякі вважають її продовженням попереднього трека, тим більш, що паузи між ними нема. Однак, гурт дотримується іншої позиції. В пісні, загалом співається про смисл життя, толерантності, перебуванні у світі фантазій тощо — саме це хотів вкласти в пісню автор.
Charlotte the Harlot — запальна пісня про повію, що відкриває цілу серію пісень, які вийдуть у гурту в подальшому, написаних на одну (або близьку) тему. Існує версія (за словами Пола Ді Анно), що пісня присвячена реальній 45-річній повії, зірці одного з домів розпусти.
Iron Maiden — енергійна пісня, закриває альбом. Із рівним успіхом вона може бути присвячена як середньовічному знаряддю тортур, так і тогочасному прем'єр-міністру Великої Британії Маргарет Тетчер. Останнє, за зрозумілими причинами, ніколи офіційно не підтверджувалося.
Починаючи з цього альбому із гуртом співпрацює художник Дерек Ріґґс, утіливший на обкладинці маскота гурту: веселого монстра Едді, котрий у подальшому буде на кожному альбомі. Вельми цікаво спостерігати за його трансформаціями з року в рік.

## Склад
- Пол Ді Анно (Paul Di Anno) — вокал
- Стів Гарріс (Steve Harris) — бас-гітара, бек-вокал
- Дейв Меррей (Dave Murray) — гітара
- Деніс Стреттон (Dennis Stratton) — гітара, бек-вокал
- Клів Берр (Clive Burr) — ударні

## Чарти
| Chart (1980)         | Peak position |
| -------------------- | ------------- |
| Swedish Albums Chart | 27            |
| UK Albums Chart      | 4             |
| Chart (1985)         | Peak position |
| UK Albums Chart      | 71            |

| Пісня                      | Чарт (1980)      | Позиція | Альбом      |
| -------------------------- | ---------------- | ------- | ----------- |
| "Running Free"             | UK Singles Chart | 34      | Iron Maiden |
| "Sanctuary"                | UK Singles Chart | 29      | Iron Maiden |
| Пісня                      | Чарт (1990)      | Позиція | Альбом      |
| "Running Free / Sanctuary" | UK Albums Chart  | 10      | —           |